# Neastymachus latiscapus
Neastymachus latiscapus är en stekelart som beskrevs av Singh, Agarwal och Basha 1991. Neastymachus latiscapus ingår i släktet Neastymachus och familjen sköldlussteklar. Inga underarter finns listade i Catalogue of Life.